# David Ost

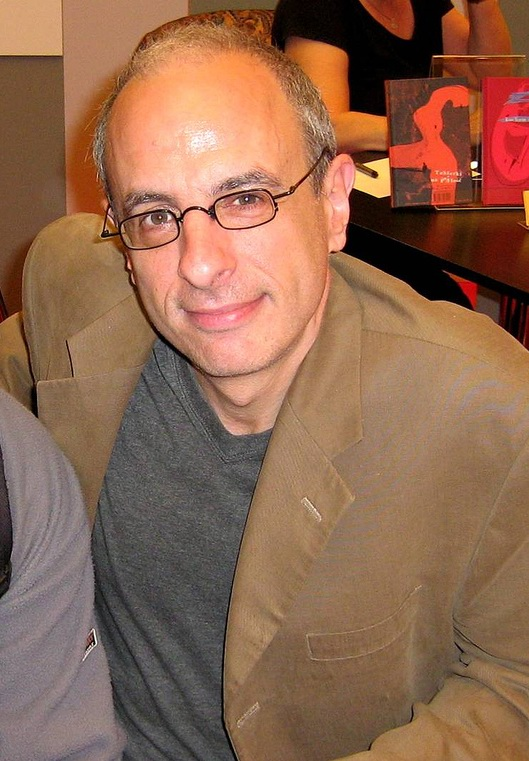
David Ost

David Ost (ur. 1955) – amerykański politolog i publicysta, zajmujący się tematyką polskiej transformacji ustrojowej.

## Życiorys
Jest absolwentem State University of New York. Karierę naukową rozpoczął w University of Wisconsin-Madison, gdzie w 1986 obronił doktorat na wydziale nauk politycznych. W tym też roku uzyskał zatrudnienia w Hobart and William Smith Colleges.
W pracy badawczej zajmuje się historią „Solidarności” i polską transformacją ustrojową.
Wykładał m.in. w nowojorskiej New School for Social Research, oraz na Uniwersytecie Warszawskim i Central European University.
Na język polski zostały przetłumaczone dwie jego książki Klęska Solidarności (Muza, 2007) oraz Solidarność a polityka antypolityki (Europejskie Centrum Solidarności, 2014). Książka Defeat of Solidarity została w Stanach Zjednoczonych wyróżniona nagrodą Ed Hewett Book Prize przyznawaną przez American Association for the Advancement of Slavic Studies.
Na język angielski przełożył wiele tekstów wydanych w języku polskim. Najważniejszym z nich jest książka Adama Michnika Kościół, lewica, dialog, którą opatrzył własnym wstępem.
Publikował w polskiej prasie, m.in. w „Gazecie Wyborczej”, „Dzienniku” i na łamach polskiej edycji miesięcznika „Le Monde diplomatique”. W Stanach Zjednoczonych jego artykuły ukazały się m.in. w „The New York Times” i „The Nation”.
Został odznaczony Medalem 25-lecia Solidarności.